# Giddings, Texas
Giddings là một thành phố thuộc quận Lee, tiểu bang Texas, Hoa Kỳ. Năm 2010, dân số của xã này là 5665 người.

## Dân số
- Dân số năm 2000: 5105 người.
- Dân số năm 2010: 5665 người.